# Chiesa di San Lorenzo (Neirone)
La chiesa di San Lorenzo è un luogo di culto cattolico situato nella frazione di Roccatagliata nel comune di Neirone, nella città metropolitana di Genova. La chiesa è sede della parrocchia omonima del vicariato della Val Fontanabuona della diocesi di Chiavari.
L'edificio è sottoposto dal 1934 a vincolo architettonico.

## Storia e descrizione
Vi sono risultanze storiche dell'esistenza di un luogo di culto in Roccatagliata già nel 1328, data in cui è riportata l'esistenza di un edificio religioso, forse una cappella, in posizione leggermente defilata, in prossimità del castello. Diruta, sul finire del 1600 si iniziò la costruzione della nuova chiesa nella collocazione attuale.
La sua parrocchia fu inserita nell'antico feudo fliscano di Ottobono Fieschi, il futuro papa Adriano V, e ancora nell'importante podesteria di Roccatagliata-Neirone della Repubblica di Genova.
L'interno della parrocchiale conserva opere pittoriche di Bartolomeo Castello.
L'istituzione della parrocchia fu decisa dal cardinale e arcivescovo di Genova Stefano Durazzo il 28 agosto del 1646 distaccandola dalla comunità di San Maurizio di Neirone. La chiesa è prevostura dal 1874.